# Клокоцкие
Клокоцкие — польский/белорусский дворянский род герба Наленч.
Происходит от Петра Клокоцкого, земянина Трокского воеводства (1589), который был внесён в VI часть родословной книги Минской губернии Российской империи.